# Márton Szabóky
Márton Szabóky (* 15. Juli 1982 in Budapest) ist ein ehemaliger ungarischer Squashspieler.

## Karriere
Márton Szabóky spielte 2004 erstmals auf der PSA World Tour. Seine höchste Platzierung in der Weltrangliste erreichte er mit Rang 97 im Februar 2008. Mit der ungarischen Nationalmannschaft nahm er 2011 an der Weltmeisterschaft teil. Darüber hinaus gehörte er mehrfach zum ungarischen Kader bei Europameisterschaften. Im Einzel nahm er zwischen 2005 und 2009 viermal an der Europameisterschaft teil. Sein bestes Abschneiden war das Erreichen der zweiten Runde 2006.